# Амазония (фильм, 2000)
«Амазония» (фр. Amazone) — французский фильм 2000 года с Жан-Полем Бельмондо в главной роли.

## Сюжет
Эдуард (Жан-Поль Бельмондо), бывший дантист, укравший на прииске изумруды, скрывается в дебрях Амазонки от полиции. Он живёт в небольшой деревне в чаще тропического леса и собирает насекомых для аптеки, чтобы заработать на билет во Францию. Вдруг невесть откуда в деревне появляется девочка по имени Лулу. Эдуард без особого желания начинает заботиться о ней, так и не выяснив, откуда она. Вскоре его ожидает ещё одно странное знакомство — относительно молодая учёная Марго Булье — научный руководитель обсерватории направляется в ту же деревню на поиски следов инопланетной цивилизации. С той же целью в Амазонии оказываются и представители спецслужб Франции, пытаясь опередить поначалу сотрудничавшую с ними Марго. Со временем выясняется, что объектом поисков является Лулу, попавшая на Землю с далекой планеты, чтобы узнать, что такое любовь и смерть. Эдуард и Марго пытаются спасти Лулу от французских спецслужб и помочь ей попасть на свою планету. Они должны успеть до полнолуния, иначе Лулу погибнет.

## В ролях
| Актёр              | Роль                                                |
| ------------------ | --------------------------------------------------- |
| Жан-Поль Бельмондо | Эдуард бывший дантист, укравший на прииске изумруды |
| Ариэль Домбаль     | Марго Булье астроном                                |
| Тильда Барес       | Лулу инопланетянка                                  |